# Cavalca e uccidi
Cavalca e uccidi (Brandy) è un film del 1964 diretto da José Luis Borau e Mario Caiano.

## Trama
In un villaggio dell'Arizona, Brandy dimostra di rispettare la legge facendo lo sceriffo.